# Paraiulus rosanus
Paraiulus rosanus är en mångfotingart som beskrevs av Chamberlin 1943. Paraiulus rosanus ingår i släktet Paraiulus och familjen Parajulidae. Inga underarter finns listade i Catalogue of Life.